# Roccamontepiano
Roccamontepiano ist eine italienische Gemeinde mit 1574 Einwohnern (Stand 31. Dezember 2023) in der Provinz Chieti in der Region Abruzzen.

## Geographie
Roccamontepiano liegt ca. 25 km südlich von Chieti an der Grenze zur Provinz Pescara, im Nordosten der Majella und des Majella-Nationalparks, zu dem das Gemeindegebiet jedoch nicht gehört. Roccamontepiano besteht aus mehreren Siedlungen an den bewaldeten Flanken einer Hochebene (Montepiano) aus Travertin-Gestein. Die Landschaft ist von zahlreichen Felsabbrüchen (calanchi) durchzogen und besitzt viele Quellen. Der Fluss Alento durchquert kurz hinter seiner Quelle das Gemeindegebiet.
Die Ortsteile (frazioni) sind der Hauptort und Verwaltungssitz San Rocco sowie Molino, Pomaro, Reginaldo, Francione, Sant'Angelo und Terranova. Roccamontepiano gehört zur Verwaltungsgemeinschaft Comunità montana della Maielletta. Die Nachbargemeinden sind Bucchianico, Casalincontrada, Fara Filiorum Petri, Pretoro und Serramonacesca (PE).

## Geschichte
In langobardischer Zeit entstand am Hang des Montepiano eine Festung. Diese ist ab der zweiten Hälfte des 9. Jahrhunderts bezeugt. Zwischen dem 10. und 11. Jahrhundert errichteten Benediktinermönche aus der benachbarten Abbazia di San Liberatore a Maiella ein nach dem Heiligen Petrus benanntes Kloster. Ab 1294 gehörte das Kloster (San Pietro Celestino) zum Cölestiner-Orden.
In den folgenden Jahrhunderten kam das Gebiet als Lehen an die Familie Orsini (15. Jahrhundert), den Condottiere Bartolomeo d'Alviano (1507), und im 18. Jahrhundert an die römische Familie Colonna.
Die alte Ortschaft wurde am 24. Juni 1765 durch einen Erdrutsch zerstört. Das heutige Roccamontepiano entstand im 19. Jahrhundert unterhalb der alten Siedlung.

## Kultur und Sehenswürdigkeiten
- Ruine des Benediktinerklosters San Pietro Celestino – Das Gebäude wurde im 12. Jahrhundert in romanischen Stil aus dem örtlichen Travertinstein errichtet.
- Chiesa di San Francesco Caracciolo – Die Kirche mit angeschlossenem Kloster in der Nähe von San Rocco entstand im 18. Jahrhundert und gehörte zum Orden der Minderen Regularkleriker (Caracciolini).

### Regelmäßige Veranstaltungen
- Festa di San Giuseppe – Fest am 1. Mai im Ortsteil Reginaldo
- Palio dei fuochi di San Giovanni – Fest am 25. Juni
- Festa di San Rocco – Volksfest zu Ehren des Schutzheiligen Rochus (16. August). Das Fest zieht viele Pilger an, da das Wasser der Grotte und der Quelle von San Rocco als heilend angesehen wird.
- Festa di San Carlo – Fest zu Ehren des Schutzpatrons der Gemeinde am 4. November im Ortsteil Terranova
- Festa della Madonna delle Grazie – Fest am 8. September im Ortsteil Madonna delle Grazie

## Wirtschaft
Die Gemeinde lebt vor allem von der Landwirtschaft (u. a. Oliven- und Weinbau), Kleinindustrie, Handwerk (Keramik, Flechtarbeiten, Travertinbearbeitung) und vom Tourismus.
In der Gemeinde werden Reben der Sorte Montepulciano für den DOC-Wein Montepulciano d’Abruzzo angebaut.